# Заклинание (песен)
„Заклинание“ е лирична песен – любовна балада по музика на Петър Чернев и текст на Миряна Башева. Заради тази песен той получава псевдонима „Пешо мъката“.
„Заклинание“ е спечелила трета награда на фестивала „Златният Орфей“ през 1975 г. Дъщерята на Петър Чернев Яна Чернева (р. 4 август 1983), която е завършила университет във Виена със специалност „Театрални, филмови и медийни науки“ и пее от четиригодишна възраст, по повод рождения ден на баща си на 7 октомври 2023 г. издава кавър на песента – микс от оригиналното изпълнение на баща ѝ, придружено с нейния глас като беквокал. Новият аранжимент на „Заклинание“ е дело на Алекс Нушев.

## Оригинално изпълнение
- Изпълнител: Петър Чернев
- Текст: Миряна Башева
- Музика: Петър Чернев
- Аранжимент: Янко Миладинов
- Съпровод: ЕОКТР
- Диригент: Вили Казасян
- Албум: „Петър Чернев“ (1975)[3]
(SP, Балкантон – ВТК 3250)